# Іщук Григорій Федорович
Григорій Федорович Іщук (нар. 21 липня 1946, село Слободище, тепер Іллінецького району Вінницької області) — український радянський діяч, комбайнер колгоспу «Хвиля революції» Іллінецького району Вінницької області. Депутат Верховної Ради УРСР 9-го скликання. 

## Біографія
Освіта середня.
З 1961 р. — колгоспник, учень професійно-технічного училища, тракторист колгоспу.
У 1965 — 1968 р. — служба в Радянській армії.
З 1968 р. — комбайнер колгоспу «Хвиля революції» села Слободище Іллінецького району Вінницької області.
Потім — на пенсії у селі Слободище Іллінецького району Вінницької області.

## Нагороди
- ордени
- медалі